# Fontana della Foca

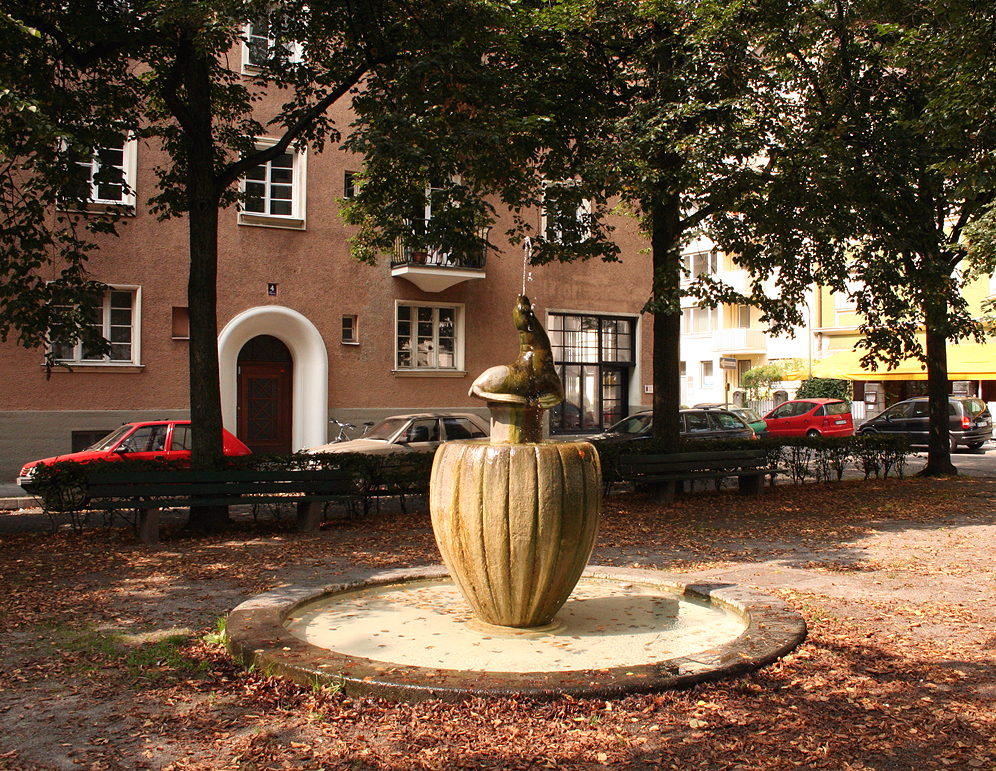
Fontana della Foca

La fontana della Foca (Seehundbrunnen in tedesco) è una fontana con uno zampillo di acqua potabile a Monaco di Baviera, nel quartiere di Schwabing, in piazza Vittoria (Viktoriaplatz).
Fu eretta nel 1936 dallo scultore Emil Manz, artista specializzato in opere che rappresentano animali.

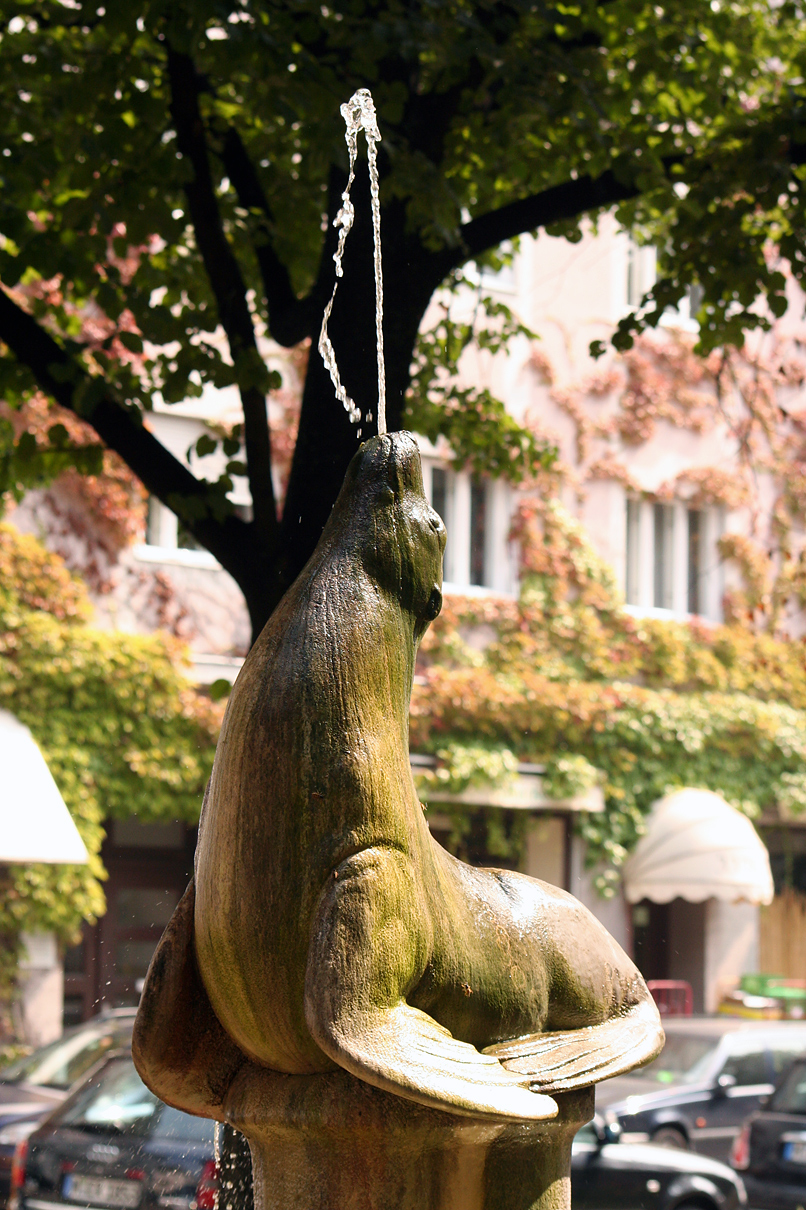
Fontana della Foca, dettaglio